# Historicitet
Med historicitet avses förhållandet att vara historiskt sann eller verklig, ofta i motsats till fiktionalitet. Till frågan om historicitet förs även att utreda vad i en historia som kan tas som sanning och vad som är osanning. För att delar av en historia kan föras till mytbildning, propaganda, fiktion eller utbroderier, falsifieras inte nödvändigtvis hela utsagan. Detta kan liknas vid vittnesmål om brott, där olika vittnen kan ge vitt skilda gärningsmannabeskrivningar, vilket inte innebär att inget brott begåtts.

## Direkta historiska bevis
Som regel är skriftliga källor grunden för forskning om en persons eller annat objekts historicitet. Sådana källor kan vara olika register, brev, historievetenskapliga texter, biografier och omnämnanden i andra sammanhang. Beroende på vad det handlar om har olika källor olika värde. Samtida källor har dock alltid större dignitet än senare, men texterna bedöms även utifrån frågeställningen om det kan finnas skäl att misstro textens utsagor efter de kunskaper som finns om till exempel propaganda. I det fall man bara har tillgång till avskrifter av de ursprungliga dokumentet finns också möjligheten att man avsiktligt eller oavsiktligt avvikit från originaltexten. Detta problem försvann då man tog boktryckarkonsten i bruk. Förstahandskällor, inbegripet ögonvittnesskildringar, har också högre värde än andrahands. Till detta kommer arkeologiska bevis, som kan dateras till tiden för händelsen med objektiva metoder (C14-metoden eller andra metoder som fastställer åldern).

## Indirekta bevis
Indirekta bevis för historicitet är mer vanskliga, och förekommer i flera hjälpvetenskaper till historieämnet. Olika fall kräver olika metoder, och de indirekta bevisen är oftare föremål för kritik och tvister. Exempel på indirekta bevis är paleografi - ett skriftligt dokument kan tidsdateras efter handstil och språket det är skrivet på. En stilanalys kan dock ofta användas för att visa om en text är tillagd i efterhand, eftersom den då ofta bryter mot resten av stilen i dokumentet.
Det förekommer även logiska slutledningar som brukar tas för bevis för historicitet, till exempel att vissa händelser kan inte förklaras på annat sätt än att en person existerat eller att en händelse ägt rum.
Ett sätt inom textkritiken är att utgå ifrån olika narrativa element som kan antagas vara fiktiva drag, som förekomsten av inre monologer i en berättelse om en tredje person. Olika litterära genrer har även typiska narrativa och stilistiska element, varför litteraturhistorian kan skilja mellan legender och historiska berättelser.